# Finales BAA 1948
Navigation
Finales 1947 Finales 1949
Les finales BAA 1948 concluent la saison 1947-1948 de la Basketball Association of America (BAA). Les Warriors de Philadelphie de la division Est ont affronté les Bullets de Baltimore de la division Ouest, Philadelphie ayant l'avantage du terrain.   
Les six matchs de la finale se sont déroulés en douze jours, avec au moins un jour de repos sauf avant le match décisif. Les champions de division Philadelphie et Saint-Louis avaient disputé les sept matchs de leur série en demi-finale en quinze jours, du 23 mars au 6 avril, avec au moins un jour de repos avant chaque match. L'ensemble des Playoffs a duré 30 jours.  

## Résumé de la saison
| Champion de division | Qualifié pour les playoffs | Éliminé des playoffs |

| Division Est               | V  | D  | PCT    | GB |
| -------------------------- | -- | -- | ------ | -- |
| Warriors de Philadelphie   | 27 | 21 | 56,3 % | -  |
| Knicks de New York         | 26 | 22 | 54,2 % | 1  |
| Celtics de Boston          | 20 | 28 | 41,7 % | 7  |
| Steamrollers de Providence | 6  | 42 | 12,5 % | 21 |

| Division Ouest         | V  | D  | PCT    | GB |
| ---------------------- | -- | -- | ------ | -- |
| Bombers de Saint-Louis | 29 | 19 | 60,4 % | -  |
| Bullets de Baltimore   | 28 | 20 | 58,3 % | 1  |
| Stags de Chicago       | 28 | 20 | 58,3 % | 1  |
| Capitols de Washington | 28 | 20 | 58,3 % | 1  |

### Tableau des playoffs
|  | Quarts de finales | Quarts de finales    | Quarts de finales        |                          |    | Demi-finales         | Demi-finales | Demi-finales |  |  | Finales BAA | Finales BAA          | Finales BAA |
|  |                   |                      |                          |                          |    |                      |              |              |  |  |             |                      |             |
|  | O2                | Bullets de Baltimore | 2                        |                          |    |                      |              |              |  |  |             |                      |             |
|  | E2                | Knicks de New York   | 1                        |                          |    |                      |              |              |  |  |             |                      |             |
|  | E2                | Knicks de New York   | 1                        |                          | O2 | Bullets de Baltimore | 2            |              |  |  |             |                      |             |
|  |                   |                      |                          |                          | O2 | Bullets de Baltimore | 2            |              |  |  |             |                      |             |
|  |                   |                      | O3                       | Stags de Chicago         | 0  |                      |              |              |  |  |             |                      |             |
|  | O3                | Stags de Chicago     | O3                       | Stags de Chicago         | 0  | 2                    |              |              |  |  |             |                      |             |
|  | O3                | Stags de Chicago     |                          |                          |    | 2                    |              |              |  |  |             |                      |             |
|  | E3                | Celtics de Boston    | 1                        |                          |    |                      |              |              |  |  |             |                      |             |
|  |                   |                      |                          |                          |    |                      |              |              |  |  | O2          | Bullets de Baltimore | 4           |
|  |                   |                      | E1                       | Warriors de Philadelphie | 2  |                      |              |              |  |  |             |                      |             |
|  |                   |                      |                          |                          |    |                      |              |              |  |  |             |                      |             |
|  |                   |                      |                          |                          |    |                      |              |              |  |  |             |                      |             |
|  |                   | E1                   | Warriors de Philadelphie | 4                        |    |                      |              |              |  |  |             |                      |             |
|  |                   |                      |                          | 4                        |    |                      |              |              |  |  |             |                      |             |
|  |                   |                      | O1                       | Bombers de Saint-Louis   | 3  |                      |              |              |  |  |             |                      |             |
|  |                   |                      | O1                       | Bombers de Saint-Louis   | 3  |                      |              |              |  |  |             |                      |             |
|  |                   |                      |                          |                          |    |                      |              |              |  |  |             |                      |             |

## Matchs de la Finale BAA
| Match  | Date     | Équipe à domicile | Résultat | Équipe à l'extérieur |
| ------ | -------- | ----------------- | -------- | -------------------- |
| Game 1 | 10 avril | Philadelphie      | 71–60    | Baltimore            |
| Game 2 | 13 avril | Philadelphie      | 63–66    | Baltimore            |
| Game 3 | 15 avril | Baltimore         | 72–70    | Philadelphie         |
| Game 4 | 17 avril | Baltimore         | 78–75    | Philadelphie         |
| Game 5 | 20 avril | Philadelphie      | 91–82    | Baltimore            |
| Game 6 | 21 avril | Baltimore         | 88–73    | Philadelphie         |